# Pascal Millien
Pascal Millien (Léogâne, Haití; 3 de mayo de 1986) es un futbolista haitiano. Juega de mediocampista y su equipo actual es el Jacksonville Armada de la NASL.

## Selección
Ha sido internacional con la Selección de fútbol de Haití en 23 ocasiones anotando 1 gol.

## Clubes
| Club                   | País           | Año           |
| ---------------------- | -------------- | ------------- |
| Ajax Orlando Prospects | Estados Unidos | 2006          |
| Tampa Spartans         | Estados Unidos | 2006          |
| Bradenton Academics    | Estados Unidos | 2007          |
| Tampa Spartans         | Estados Unidos | 2008          |
| Chicago Fire Premier   | Estados Unidos | 2009          |
| Tampa Bay Rowdies      | Estados Unidos | 2010 - 2011   |
| Sligo Rovers F.C.      | Irlanda        | 2012-2013     |
| Sheikh Russell KC      | Bangladés      | 2013          |
| Samut Songkhram FC     | Tailandia      | 2014          |
| Jacksonville Armada    | Estados Unidos | 2015-presente |